# Henrik Svensson (travtränare)
Henrik Svensson född 22 mars 1976 är en svensk travtränare och travkusk. Basen för stallet är gården i Östansjö utanför Matfors. Svenssons hemmabana är Bergsåker travbana belägen i Bergsåker utanför Sundsvall.

## Karriär
Svensson har under sin karriär arbetat hos några av de bästa tränarna, bland annat Åke Svanstedt och Robert Bergh. Han tog sedan beslutet att starta en egen tränarrörelse, och blev professionell travtränare i januari 2005.
Redan efter sex månader som proffstränare tog han sin första egentränade V75-seger med Disco Ås på Arena Dannero.
2011 kvalade Svensson in hästen Fredrik Laday till Svenskt Travkriterium på Solvalla efter att ha vunnit ett uttagningslopp. De slutade på fjärde plats i finalen.